# James FitzJames (1. książę Berwick)

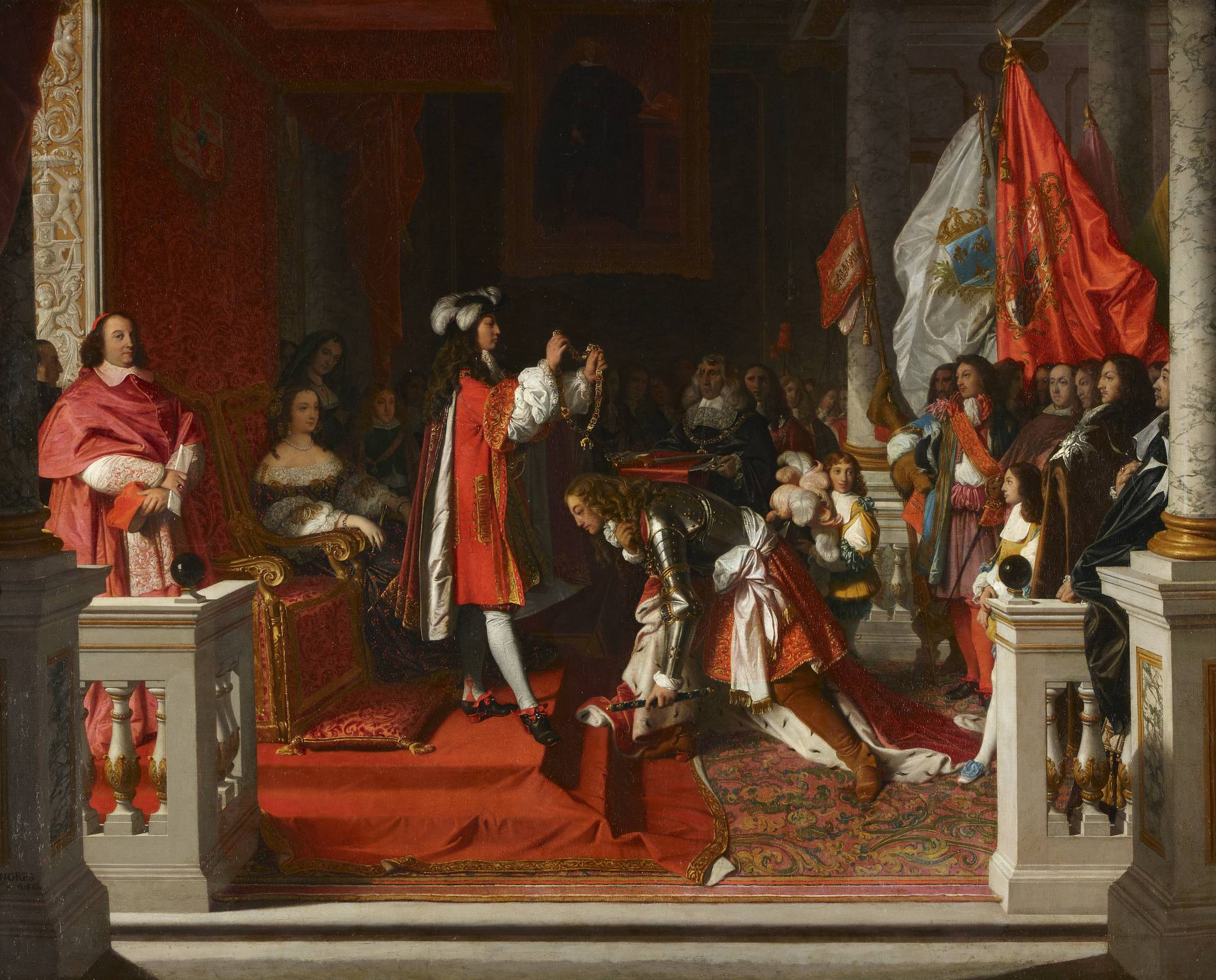
Filip V wynagradzający ks. Berwicka po zwycięstwie w bitwie pod Almansą (mal. J.-A.-D. Ingres)

James FitzJames, 1st Duke of Berwick-upon-Tweed (ur. 21 sierpnia 1670 w Moulins, zm. 12 czerwca 1734 w Philippsburgu) – francuski wódz.

## Życiorys

### Młodość i służba w armii cesarskiej
Nieślubny syn króla Anglii i Szkocji Jakuba II i VII (jako księcia Yorku) i jego metresy Arabelli Churchill, siostry księcia Marlborough. Urodził się w Moulins we Francji, jeszcze przed objęciem tronu przez ojca. Jego edukacją i wychowaniem zajmowali się jezuici.
Osiągnąwszy wiek młodzieńczy rozpoczął karierę wojskową od służby pod wodzą Karola Lotaryńskiego, uczestnicząc wraz z nim w oblężeniu Budy. W 1687 jego ojciec nadał mu tytuł księcia Berwick, a także barona Bosworth oraz hrabiego Tinmouth. Wyróżniony wśród arystokracji nowymi tytułami, wrócił na Węgry, gdzie wziął udział w bitwie pod Nagyharsány (12 sierpnia 1687).

### Wygnanie z Anglii i służba w armii francuskiej
Po powrocie do Anglii został gubernatorem Portsmouth. Jakub II zamierzał uczynić go także kawalerem Orderu Podwiązki, wkrótce jednak został obalony i zmuszony do ucieczki przez sukcesora – Wilhelma Orańskiego. Wraz z usuniętym monarchą Berwick udał się na wygnanie. Potem brał udział w wojnie irlandzkiej, uczestnicząc też w bitwie nad rzeką Boyne. Po przegranej wojnie i ostatecznym wygnaniu ojca (1688) wstąpił w 1692 do armii francuskiej. W jej szeregach walczył w bitwie pod Steenkerke i w bitwie nad Landen. W tej ostatniej pojmany jako jeniec, wymieniony został później za księcia Ormonde'a.

### Marszałek Francji
Jako żołnierza wysoko ceniono go za odwagę, zdolności i uczciwość. Wyróżniał się służąc w armii francuskiej podczas hiszpańskiej wojny sukcesyjnej, czego następstwem były liczne nagrody i zaszczyty. Po zwycięskiej wyprawie na Niceę w 1706 otrzymał godność marszałka Francji.

### Zwycięstwa i honory
25 kwietnia 1707 Berwick odniósł walne i decydujące zwycięstwo w bitwie pod Almansą, gdzie jako Anglik na czele armii francuskiej pobił hrabiego Galwaya – Francuza na czele armii angielskiej. Po bitwie tej od króla Filipa V otrzymał Order Złotego Runa i stworzony umyślnie dla niego tytuł księcia Liria y Jérica, a od francuskiego monarchy Ludwika XIV – tytuł książęcy (duc) de Fitz-James, wchodząc zarazem w szeregi parów Francji. Monarcha hiszpański mianował go również namiestnikiem Aragonii. 
Później dowodził wojskami Burbonów we Flandrii, a następnie w Piemoncie. Od 1712 znów aktywny w Hiszpanii, gdzie ostatnim znaczącym wydarzeniem wojny sukcesyjnej był szturm na Barcelonę, dokonany pod jego wodzą 11 września 1714 po długim i żmudnym oblężeniu.

### Ostatnie lata i żołnierska śmierć
Wkrótce potem wyznaczono go wojskowym gubernatorem Gujenny, gdzie pełniąc tę funkcję nawiązał przyjacielskie kontakty z Monteskiuszem, masonem, słynnym filozofem i pisarzem epoki Oświecenia. W 1718 ponownie wkroczył na czele wojsk do Hiszpanii, tym razem walcząc przeciw Filipowi V podczas wojny Hiszpanii z czwórprzymierzem.
Po zakończeniu tej kampanii, podczas wieloletniego okresu pokoju Berwick nie pełnił służby wojskowej aż do 1733, kiedy mianowano go wodzem armii francuskiej nad Renem w trakcie polskiej wojny sukcesyjnej. 12 czerwca następnego roku poniósł przypadkowo śmierć od kuli armatniej podczas oblężenia nadreńskiej twierdzy Philippsburg.

## Małżeństwa i dzieci
W 1695 poślubił Honorę Burke, wdowę po Patricku Sarsfieldzie (zmarłą w 1698). Drugi związek małżeński zawarł z Anną Bulkeley w 1700. Z obydwu małżeństw pozostawił po sobie dzieci. Jego synem był James Francis FitzJames, hrabia Tinmouth (1696-1738) – arystokrata i dyplomata hiszpański.
Potomkowie nosili tytuły zarówno książąt francuskich (duc de Fitz-James), jak i hiszpańskich (duques de Liria y Jérica [Xérica]).